# Tenuipalpus bakerdeleonorum
Tenuipalpus bakerdeleonorum är en spindeldjursart som beskrevs av Evans 1993. Tenuipalpus bakerdeleonorum ingår i släktet Tenuipalpus och familjen Tenuipalpidae. Inga underarter finns listade i Catalogue of Life.